# Talisa Lilli Lemke
Talisa Lilli Lemke (* 1. Februar 1996 in Berlin) ist eine deutsche Wasserspringerin und Schauspielerin.

## Werdegang
Lemke betreibt seit 2002 Wasserspringen und trainiert unter Andreas Hampel beim SV Berliner Verkehrsbetriebe. Zwischen 2008 und 2011 wurde sie zwölfmalige Deutsche Juniorenmeisterin. 2010 erreichte sie bei der Junioreneuropameisterschaft in Helsinki den 9. Platz vom Turm. Bei der Deutschen Hallenmeisterschaft 2011 wurde sie Dritte im Synchronspringen vom Drei-Meter-Brett.
2010 verkörperte sie in dem Filmdrama Halt auf freier Strecke von Andreas Dresen die Rolle der Lilly Lange.

2013 spielte sie in dem Film Ich fühl mich Disco von Axel Ranisch die Rolle der Nele.